# Skalborg Sogn
Skalborg Sogn er et sogn i Aalborg Østre Provsti (Aalborg Stift).
Skalborg Kirke blev opført i 1969-70. I 1969 blev Skalborg Sogn udskilt fra Hasseris Sogn, der var udskilt fra Budolfi Landsogn, som hørte til Hornum Herred i Aalborg Amt. Hasseris var en selvstændig sognekommune, som ved kommunalreformen i 1970 blev indlemmet i Aalborg Kommune.
I sognet findes følgende autoriserede stednavne:
- Skalborg (bebyggelse, ejerlav)